# Hanna Kolb
Hanna Kolb (Stoccarda, 21 agosto 1991) è un'ex fondista tedesca.

## Biografia
In Coppa del Mondo ha esordito il 5 dicembre 2009 a Düsseldorf (11ª) e ha ottenuto il primo podio il 7 dicembre 2012 a Québec (2ª).
In carriera ha preso parte a tre edizioni dei Giochi olimpici invernali, Vancouver 2010 (25ª nella sprint), Soči 2014 (30ª nella sprint) e Pyeongchang 2018 (36ª nella sprint), e a quattro dei Campionati mondiali (8ª nella sprint a squadre a Val di Fiemme 2013 il miglior risultato).

## Palmarès

### Mondiali juniores
- 2 medaglie:
  - 2 bronzi (staffetta a Praz de Lys - Sommand 2009; staffetta a Otepää 2011)

### Coppa del Mondo
- Miglior piazzamento in classifica generale: 32ª nel 2016
- 2 podi (a squadre):
  - 1 secondo posto
  - 1 terzo posto